# Pontifícia Universidade Católica de Minas Gerais

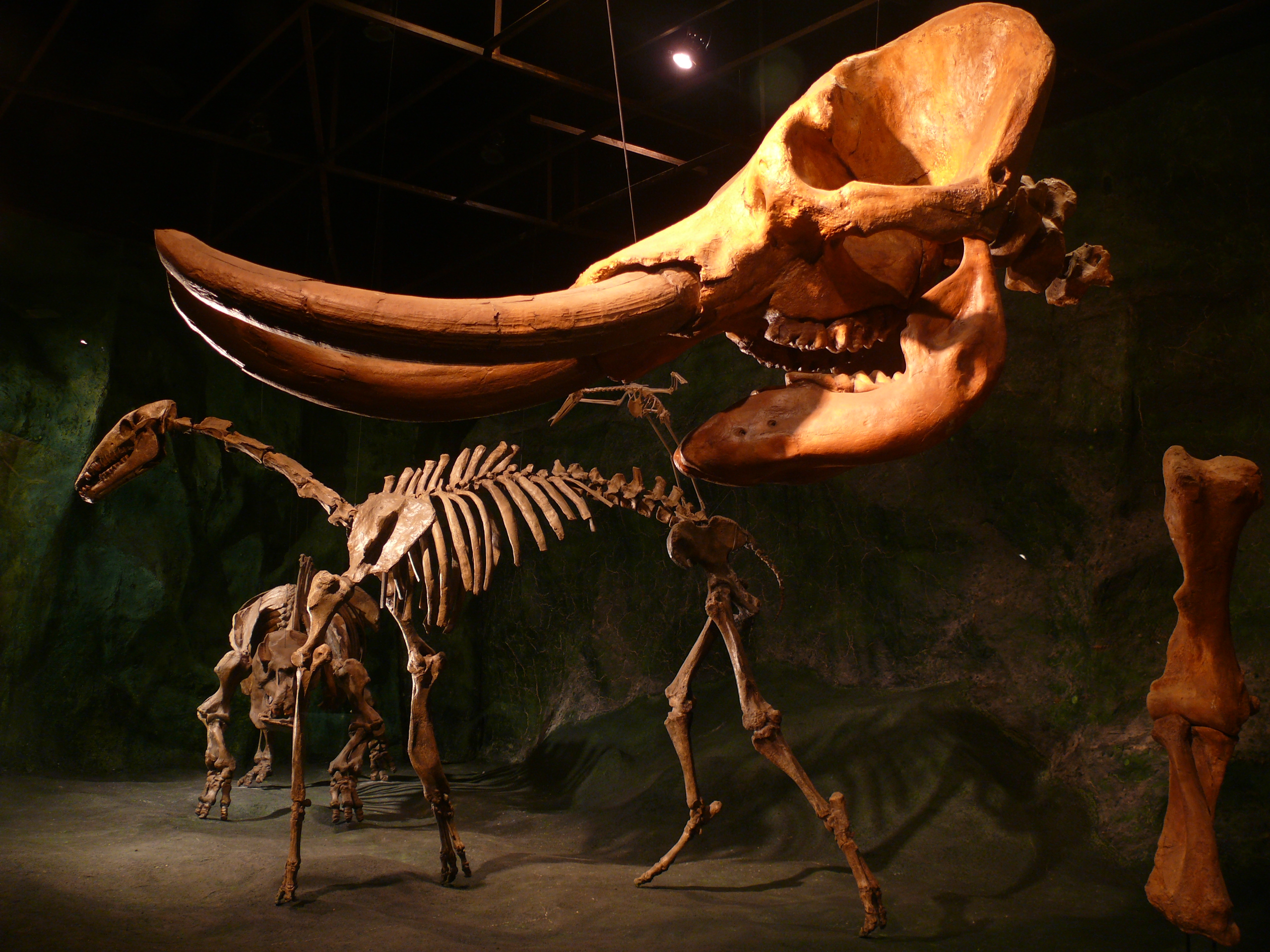
PUC-MG

Pontifícia Universidade Católica de Minas Gerais, också känt som PUC-MG, är ett universitet och forskningsinstitut beläget i Belo Horizonte i Minas Gerais, Brasilien.
Det grundades 1958.